# کنگره نمایندگان خلق اتحاد شوروی
کنگره نمایندگان خلق اتحاد شوروی (روسی: Съезд народных депутатов СССР) از ۲۵ مه ۱۹۸۹ تا  ۵ سپتامبر ۱۹۹۱ بالاترین بدنه قانونی اتحاد شوروی بود.